# 右衛門尉国久
右衛門尉 国久（うえもんのじょう くにひさ、生没年不詳）は、室町時代の大工棟梁。

## 経歴・人物
室町幕府第8代将軍・足利義政の寵愛を受け、将軍家御大工、禁裏大工惣官となる。足利将軍家の邸宅である小川殿や、文明14年（1482年）に造営が始まった東山殿（銀閣寺）の建築責任者を務めた。右衛門尉は官名。